# Bataille de Sappony Church
Guerre de Sécession
Batailles
Campagne de Richmond-Petersburg
- 1re Petersburg
- 2e Petersburg
- Jerusalem Plank Road
- Raid de Wilson–Kautz
- Stauton River Bridge
- Sappony Church
- 1re Ream's Station
- 1re Deep Bottom
- Cratère
- 2e Deep Bottom
- Globe Tavern
- 2e Ream's Station
- Raid de Beefsteak
- Chaffin's Farm
- Peebles' Farm
- Vaughan Road
- Darbytown & New Market Roads
- Darbytown Road
- Fair Oaks & Darbytown Road
- Boydton Plank Road
- Bataille de Trent's Reach
- Hatcher's Run
- Fort Stedman

La bataille de Sappony Church, aussi connue comme la bataille de Stony Creek Depot, est un engagement de la guerre de Sécession, entre les forces des États confédérés d'Amérique et celles de l'Union, qui s'est déroulée le 28 juin 1864, lors du raid de Wilson-Kautz de la campagne de Richmond–Petersburg.

## Contexte
Petersburg, en Virginie est le centre d'approvisionnement pour la capitale confédérée Richmond et est assiégée par les forces de l'Union, sous le commandement du lieutenant général Ulysses S. Grant. Petersburg est ravitaillée par voie ferrée avec les trois lignes restantes, le chemin de fer de Richmond et Petersburg ; le chemin de fer de la rive Sud qui atteint Lynchburg à l'ouest ; et le chemin de fer de Weldon appelé aussi le chemin de fer de Petersburg et Weldon qui mène à Weldon, en Caroline du Nord, et le seul grand port restant de la Confédération, Wilmington, en Caroline du Nord. Le 22 juin, Grant dépêche une unité de 3300 cavaliers sous le commandement des brigadiers généraux James H. Wilson et Augustus V. Kautz pour couper les lignes de chemin de fer. Cela conduit à une série de raids qui détruit 60 milles (96,56064 km) de voies ferrées et aboutit à la bataille de Staunton River Bridge le 25 juin, où les raiders sont vaincus et commencent une retraite vers les positions de l'Union.
Depuis le début du raid, la force de l'Union est poursuivie par le major général confédéré W. H. F. "Rooney" de Lee. Lee est finalement en mesure de rattraper la cavalerie de l'Union  à Staunton Bridge, et l'attaque sur ses arrières puis continue à la poursuivre alors qu'elle se retire vers les lignes de l'Union.

## Bataille

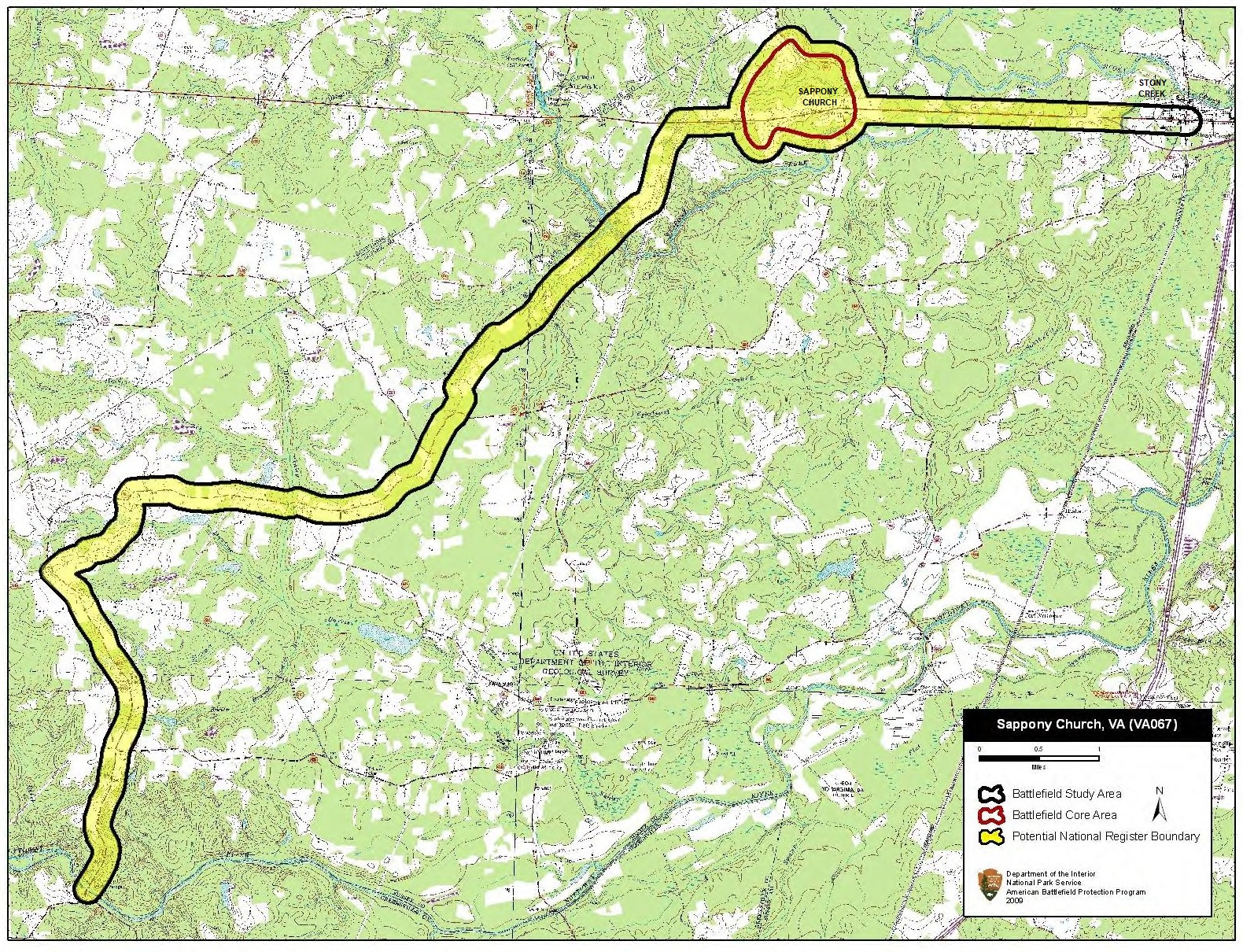
Carte du champ de bataille de Sappony Church et des zones d'étude par le programme de protection des champs de bataille américains.

Le 28 juin, la cavalerie de l'Union traverse la rivière Nottoway et atteint le dépôt de la Stony Creek sur le chemin de fer de Weldon. Ici, ils sont attaqués par le major général confédéré Wade Hampton et sa division de cavalerie. Au cours de la bataille qui s'ensuit, Lee arrive sur le terrain avec ses propres forces et attaque les raiders de l'Union. À la tombée de la nuit, Kautz et Wilson ordonnent à leurs forces de se retirer dans une tentative pour atteindre Reams Railway Station vers le nord. Lors de la retraite, un grand nombre d'esclaves qui accompagnent les forces de l'Union sont laissés derrière.